# Розвідка соціальних медіа

## Розвідка соціальних медіа
Розвідка соціальних медіа (англ. Social Media Intelligence, SMI чи SOCMINT) — це колективні інструменти та рішення, які дозволяють організаціям контролювати соціальні канали [Архівовано 25 червня 2018 у Wayback Machine.], платформи та розмови, реагувати на соціальні сигнали та синтезувати ці окремі реакції для отримання тенденцій та аналізів на основі потреб користувачів. Розвідка соціальних мереж дозволяє збирати розвідувальну інформацію з соціальних медіа, використовуючи нав'язливі та ненав'язливі засоби від відкритих та закритих соціальних мереж.
Цей термін вперше згадують у 2012 році сер Девід Оманд, Джеймі Бартлетт та Карл Міллер у записі, створеному для Центру аналізу соціальних медіа в лондонському аналітичному центрі «Демос».
Автори стверджували, що соціальні медіа зараз є важливою частиною роботи з розвідки та безпеки, але необхідно внести технологічні, аналітичні та регуляторні зміни, перш ніж їх визнають успішними, включаючи зміни до Закону Сполученого Королівства Regulation of Investigatory Powers Act 2000.